# Вишневе (Криничанська селищна громада)
Вишневе — село (до 2018 року — селище) в Україні, у Криничанській селищній громаді Кам'янського району Дніпропетровської області. Населення — 220 мешканців.

## Географія
Селище розміщене на березі річки Мокра Сура, нижче за течією на відстані 1 км розташоване село Барвінок.

## Історія
- Селище виникло в 20-х роках XX століття.

## Населення

### Мова
Розподіл населення за рідною мовою за даними перепису 2001 року:
| Мова            | Відсоток |
| --------------- | -------- |
| українська      | 94,1 %   |
| російська       | 4,5 %    |
| інші/не вказали | 1,4 %    |

## Економіка
- Агрофірма «Вишневе».

## Об'єкти соціальної сфери
- Фельдшерсько-акушерський пункт.